# Holger Salin
Holger Salin (20 de mayo de 1911 – 30 de julio de 1983) fue un actor teatral, cinematográfico y televisivo finlandés. 

## Biografía
Su nombre completo era Holger Aleksander Salin, y nació en Helsinki, Finlandia, siendo el hermano mayor de los bailarines Klaus Salin y Iris Salin. Entre sus papeles teatrales figuran su trabajo en la pieza de Arvo Airamo Huhu kiertää, representada en el verano de 1941. Actuó en Tampere, en el Tampereen Teatteri, entre los años 1942 y 1952, y en el Teatro Nacional de Finlandia desde 1952 a 1977. En 1953 representó junto a Ruth Snellman, Eeva-Kaarina Volanen, Tarmo Manni y Matti Ranin la obra teatral de Tennessee Williams El zoo de cristal. Recibió elogios su actuación en Esperando a Godot, de Samuel Beckett. También destacó su actuación en Toinen maailma, obra de Inkeri Kilpinen dirigida por Vilho Siivola, en la cual estaba acompañado por Pekka Autiovuori. 
Como actor cinematográfico, trabajó en una veintena de películas entre 1939 y 1961, debutando con la cinta de Kalle Kaarna Isoviha. Quizás su trabajo más destacado fue su papel en la película dirigida por Matti Kassila en 1959 Punainen viiva, por la cual recibió un Premio Jussi. Otras de sus películas destacadas fueron Kulkurin valssi (1941) y Nummisuutarit (1957).
Holger Salin, que también fue un activo intérprete televisivo, recibió en 1963 la Medalla Pro Finlandia por su trayectoria artística.
Falleció en el año 1983 en Orivesi, Finlandia